# Goobacks
Goobacks — 6 эпизод 8 сезона (№ 118) сериала «Южный парк», премьера которого состоялась 28 апреля 2004 года.

## Сюжет
Из загадочного портала возле дороги, ведущей в Саут-Парк, появляется человек, внешне напоминающий обычного, но с некоторыми отличиями, и бормочущий что-то на непонятном языке. Тут же он, выйдя на дорогу, попадает под машину.
Стэн, Кайл, Картман и Кенни пробуют работать, убирая снег возле домов за небольшие деньги. Дома, по телевизору, они видят сенсационные репортажи: человек, сбитый машиной, в больнице пообщался с учёными и сказал, что он из будущего. из-за перенаселённости Земли в том времени, из которого он родом, никому не хватает рабочих мест; поэтому он прибыл сюда, чтобы работать за гроши, положить их на счёт в банке и в будущем за счёт процентов обеспечить свою семью. Горожане в восторге.
В скором времени из портала выходит ещё несколько человек. Они начинают устраиваться на различные работы, прося за свои услуги крошечной зарплаты. В итоге многие рабочие города, которых заменили иммигранты из будущего, остаются без средств к существованию. Они устраивают протесты, в которых участвуют и дети — ведь теперь снег убирают люди из будущего. Рэнди строго отчитывает сына за такое отношение к людям из будущего, но потом обнаруживает, что его также увольняют, заменив геологом из числа пришельцев.
Лидер протестующих, Дэррил Уизерс, предлагает для решения проблемы необычную стратегию — он говорит, что, если все мужчины станут геями, у них не будет детей, и люди из будущего вообще не смогут появиться. Он предлагает мужчинам Саут-Парка собраться в гигантскую кучу и заниматься групповым сексом («жарить друг друга»), что те встречают с одобрением. Тем временем в город прибывает всё больше людей из будущего, затрудняя жизнь обычным людям.
Тем не менее, «голубая» куча не помогает. Тогда появляется новая идея — сделать Саут-Парк более чистым и благоустроенным местом, чтобы в будущем у людей не было таких проблем. Под радостную песенку горожане начинают улучшать свой город, и это действует — люди из будущего исчезают. Однако Стэн в какой-то момент замечает, что всё это занятие — какое-то «гейское». «Даже более гейское, чем раздетые мужики в одной куче, которые жарят друг друга?» — спрашивает Картман. Стэн соглашается и предлагает всем вернуться в кучу, после чего мужчины Саут-Парка снова бегут в кучу заниматься сексом.

## Пародии
- Появление пришельцев — пародия на фильм «Терминатор». В сюжете в теленовостях об этом упоминается: «…портал работает по принципу „Терминатора“, а не „Назад в будущее“, поэтому пришелец из будущего не сможет вернуться, он останется здесь…».
- Алфавит будущего представляет собой DOS-псевдографику

## Факты
- Хотя в соответствии с производственной нумерацией этот эпизод был выпущен раньше «Джефферсонов», в эфир он вышел позже, 118-м эпизодом.
- Проблема с иммигрантами из будущего отсылает к реальной проблеме нелегальной иммиграции в США — в частности, из Мексики.
- В этом эпизоде появляется инопланетянин (появлений пришельцев не было с 6 сезона) — он выглядывает из-за красного здания в квартале иммигрантов из будущего перед тем, как там появляются голые люди.
- Слово "goobacks" можно перевести, как "возвращенцы" или "попаданцы".